# Brothers & Sisters
Brothers & Sisters (bra: Brothers & Sisters; prt: Irmãos e Irmãs) é uma série de televisão de drama criada por Jon Robin Baitz e centrada nos conflitos e acontecimentos da família de classe média alta Walker.
A série foi exibida pela ABC de 24 de setembro de 2006 a 8 de maio de 2011; a emissora original exibiu a série após Desperate Housewives. No Brasil, a série foi transmitida pelo Universal Channel, tendo sido reexibida a partir de 1º de outubro de 2012, pelo canal GNT, só que com a dublagem feita por Drei Marc. Em Portugal, a série foi exibida pela Fox Life e pela RTP2.
Em 13 de maio de 2011, a ABC anunciou o cancelamento da série.

## Enredo
Brothers & Sisters centra-se na família Walker, uma família americana descendente de irlandeses e judeus. Alguns de seus membros fazem parte do negócio da família, uma distribuidora e produtora de alimentos chamada Ojai Foods Co., sendo que a maioria da série está situada na grande área de Los Angeles e a casa dos Walker se encontra em Pasadena, Califórnia.
O núcleo principal da árvore genealógica da família inclui o falecido patriarca William Walker (Tom Skerritt), a mãe Nora Walker (Sally Field) e seus cinco filhos: Sarah, Kitty, Tommy, Kevin e Justin. O irmão de Nora, Saul Holden (Ron Rifkin) auxilia nas questões empresariais e familiares.

### Enredos paralelos
Os filhos adultos de William e Nora Walker e suas respectivas famílias, juntam-se para celebrar um aniversário; no entanto, o que não sabiam é que o patriarca da família iria morrer naquela noite. Com a sua morte, o elo mais forte entre todos rompe-se e todos são forçados a enfrentar a realidade das suas próprias vidas. O programa de sucesso na rádio de Kitty leva-a a um emprego em Los Angeles, mas o seu namorado de Nova Iorque acaba por pedi-la em casamento. O terno Thomas junta forças com a sua irmã, Sarah, uma poderosa executiva e mãe de dois, para tentar consertar o negócio de família. A vida bem organizada de Kevin, um bem sucedido advogado gay, também é modificada para auxiliar nos negócios da família. Justin, um veterano da Guerra do Afeganistão, deixou a nicotina, mas outras adições irão impedi-lo progredir com a carreira e vida amorosa. As dificuldades de uma filha com diabetes estão a empurrar Sarah para um ponto de exaustão.
Os irmãos descobrirão que por detrás de uma fachada idílica de uma família, escondem-se muitos segredos: um deles é Holly, amante de William que por vários anos encobriu seu "relacionamento" e sua filha Rebecca. Esses segredos podem acabar irremediavelmente com os laços familiares ou torná-los ainda mais fortes.

## Curiosidades
Na série (tendo sido situada em Los Angeles), a família (que tem muitas gerações) funciona para balançar as vidas pessoais com o negócio de família, os filhos e a dor de uma mãe (interpretada por Sally Field).

## Elenco

### Elenco Regular
|  | Principal |  | Recorrente |  | Participação |  | Ausente |

| Ator                | Personagem                    | Temporadas | Temporadas | Temporadas | Temporadas | Temporadas |
| Ator                | Personagem                    | 1          | 2          | 3          | 4          | 5          |
| ------------------- | ----------------------------- | ---------- | ---------- | ---------- | ---------- | ---------- |
| Sally Field         | Nora Walker                   |            |            |            |            |            |
| Calista Flockhart   | Kitty McCallister             |            |            |            |            |            |
| Dave Annable        | Justin Walker                 |            |            |            |            |            |
| Rachel Griffiths    | Sarah Walker                  |            |            |            |            |            |
| Matthew Rhys        | Kevin Walker                  |            |            |            |            |            |
| Patricia Wettig     | Holly Harper                  |            |            |            |            |            |
| Ron Rifkin          | Saul Holden                   |            |            |            |            |            |
| Balthazar Getty     | Tommy Walker                  |            |            |            |            |            |
| Emily VanCamp       | Rebecca Harper                |            |            |            |            |            |
| Rob Lowe            | Robert McCallister            |            |            |            |            |            |
| Luke MacFarlane     | Scotty Wandell                |            |            |            |            |            |
| Sarah Jane Morris   | Julia Walker                  |            |            |            |            |            |
| Gilles Marini       | Luc Laurent                   |            |            |            |            |            |
| John Pyper-Ferguson | Joe Whedon                    |            |            |            |            |            |
| Luke Grimes         | Ryan Lafferty                 |            |            |            |            |            |
| Isabella Rae Thomas | Olivia Salazar Wandell Walker |            |            |            |            |            |
| Trieste Quinn       | Daniel Wandell Walker         |            |            |            |            |            |

### Elenco De Apoio
| Ator                 | Personagem        | Temporadas | Temporadas | Temporadas | Temporadas | Temporadas |
| Ator                 | Personagem        | 1          | 2          | 3          | 4          | 5          |
| -------------------- | ----------------- | ---------- | ---------- | ---------- | ---------- | ---------- |
| Marion Ross          | Ida Holden        |            |            |            |            |            |
| Tom Skerritt         | William Walker    |            |            |            |            |            |
| Eric Winter          | Jason McCallister |            |            |            |            |            |
| Peter Coyote         | Mark August       |            |            |            |            |            |
| John Glover          | Andrew            |            |            |            |            |            |
| Eric Christian Olsen | Kyle DeWitt       |            |            |            |            |            |
| Will McCormack       | Ethan Tavis       |            |            |            |            |            |
| Sonia Braga          | Gabriella Laurent |            |            |            |            |            |
| Richard Chamberlain  | Jonathan          |            |            |            |            |            |
| Beau Bridges         | Nick Brody        |            |            |            |            |            |
| Ryan Devlin          | Seth              |            |            |            |            |            |
| John Kerry           | Dr. Karl West     |            |            |            |            |            |

## Episódios
| Season | Season              | Episódios | Original Data | Timeslot        | Começo de Temporada  | Final de Temporada | Audiência (m) | Audiência (demo) |
| ------ | ------------------- | --------- | ------------- | --------------- | -------------------- | ------------------ | ------------- | ---------------- |
|        | Season 1: 2006-2007 | 23        | 2006 - 2007   | Domingos às 22h | 24 de Setembro, 2006 | 20 de Maio, 2007   | 11,0          | 4.7              |
|        | Season 2: 2007-2008 | 16        | 2007 - 2008   | Domingos às 22h | 30 de Setembro, 2007 | 11 de Maio, 2008   | 10,7          | 4.2              |
|        | Season 3: 2008-2009 | 24        | 2008 - 2009   | Domingos às 22h | 28 de Setembro, 2008 | 03 de Maio, 2009   | 10,7          | 3.5              |
|        | Season 4: 2009-2010 | 24        | 2011 - 2012   | Domingos às 22h | 27 de Setembro, 2009 | 16 de Maio, 2010   | 10,4          | 2.8              |
|        | Season 5: 2010-2011 | 22        | 2012 - 2013   | Domingos às 22h | 26 de Setembro, 2010 | 08 de Maio, 2011   | 8,2           | 2.2              |

## Recepção
Em sua 1ª temporada, Brothers & Sisters teve recepção mista por parte da crítica especializada. Com base de 27 avaliações profissionais, alcançou uma pontuação de 51% no Metacritic.

## Premiações
Emmy Awards
- Melhor Atriz Principal em uma Série Dramática - Sally Field (Premiada em 2007, indicada em 2008 e 2009)
- Melhor Atriz Coadjuvante em uma Série Dramática - Rachel Griffiths (Indicada em 2007 e 2008)
- Melhor Casting em uma Série Dramática - Jeanie Bacharach & Gillian O'Neill (Indicados em 2007 e 2008)

Golden Globes
- Melhor Performance de uma Atriz em uma Série Dramática - Sally Field (Indicada em 2008)
- Melhor Performance de uma Atriz Coadjuvante em uma Série, Mini-Série ou Filme Feito para Televisão - Rachel Griffiths (Indicada em 2008)

Screen Actors Guild Awards
- Melhor Atriz em uma Série Dramática - Sally Field (Indicada em 2008)